# Matej Mugerli
Matej Mugerli (Nova Gorica, 17 giugno 1981) è un dirigente sportivo ed ex ciclista su strada sloveno. Passista veloce, professionista dal 2005 al 2020, in carriera ha vinto una tappa della Volta Ciclista a Catalunya 2006 e diverse prove del calendario UCI Europe Tour.

## Carriera

### I primi anni e il debutto con la Liquigas
Tra gli Juniores si mette in evidenza con il quinto posto di categoria ai campionati del mondo 1998 a Valkenburg; tra i dilettanti coglie il quinto posto nella prova in linea Under-23 ai campionati del mondo di Hamilton nel 2003. Corre nella categoria dilettanti Under-23/Elite fino al 2004, stagione in cui coglie cinque vittorie, tra cui il Gran Premio Industrie del Marmo a Carrara e la classifica generale del Giro della Regione Friuli Venezia Giulia, correndo poi anche come stagista per alcuni mesi con la Vini Caldirola-Nobili Rubinetterie.
Nel 2005 viene messo sotto contratto dalla Liquigas-Bianchi di Roberto Amadio: al primo anno il suo miglior risultato è il decimo posto nel Gran Premio di Lugano, oltre alla partecipazione alla Vuelta a España. Nel 2006 vince una tappa alla Volta Ciclista a Catalunya e a luglio prende anche parte al prestigioso Tour de France. Nella stagione seguente si fa notare per un quarto posto nella quinta frazione con arrivo a Digne-les-Bains del Critérium du Dauphiné Libéré, mentre nel 2008 non va oltre due top 10 ai campionati nazionali.

### 2009-2014: l'attività in Slovenia e le vittorie nei circuiti Continental
Per la stagione 2009 Mugerli lascia la Liquigas e passa alla formazione Continental slovena Perutnina Ptuj. Ritorna al successo nel 2010, con i trionfi in una tappa del Tour de Serbie, concluso in seconda posizione, e nella corsa sloveno-croata Zagabria-Lubiana. Nel 2011 chiude al quarto posto il Tour of Qinghai Lake; in stagione si piazza anche tra i primi dieci nella Lubiana-Zagabria e nella Vojvodina I, termina inoltre il Tour of China in quarta posizione, dopo aver vinto l'ottava frazione. Nel 2012 si trasferisce al team Adria Mobil. Durante l'anno vince il Poreč Trophy e la Banja Luka-Beograd II, conclude inoltre decimo al Gran Premio di Lugano, quarto al Giro di Toscana e nei dieci ai campionati nazionali sia in linea sia a cronometro, nella Wyścig Solidarności i Olimpijczyków, nella Lubiana-Zagabria e nelle due corse in Vojvodina.
Inizia il 2013 cogliendo un settimo posto al Trofeo Laigueglia e bissando quindi il successo dell'anno prima al Poreč Trophy. Nella settimana seguente conquista una frazione e la classifica finale dell'Istrian Spring Trophy, è poi terzo alla Banja Luka-Beograd I e nuovamente primo alla Banja Luka-Beograd II; si piazza quindi ancora quarto al Giro di Toscana, primo nella Classic Beograd-Čačak, secondo al campionato nazionale a cronometro e sesto nella Croatia-Slovenia. Nel 2014, sempre tra le file dell'Adria Mobil, è ottavo al Gran Premio di Lugano, primo all'Umag Trophy e terzo nel Poreč Trophy; termina poi in ottava posizione l'Istrian Spring Trophy e al quarto posto il Circuit des Ardennes.

### 2015-2020: le stagioni in Azerbaigian e Austria
Per il 2015 si trasferisce tra le file del team Continental azero Synergy Baku Cycling Project, con cui vince al primo anno una tappa al primo anno una tappa al Tour de Bretagne, e al secondo anno il Poreč Trophy, una tappa all'Istrian Spring Trophy, al Tour d'Azerbaïdjan e al Tour of Szeklerland, e una frazione e la classifica finale del Tour de Serbie. Nel biennio 2017-2018 veste la maglia dell'austriaca Amplatz/My Bike, con cui conquista diversi successi nel 2017: il Poreč Trophy, una tappe e la generale dell'Istrian Spring Trophy, una tappa al Tour d'Azerbaïdjan e all'Okolo Slovenska, il Grand Prix Kranj. Conclude la carriera professionistica nel 2020 dopo due stagioni da ciclista-ds con la Continental austriaca Sport.Land.Niederösterreich.

## Dopo il ritiro
Dal 2021 è direttore sportivo del team Continental Hrinkow Advarics Cycleang, basato in Stiria.

## Palmarès
- 2003 (Filmop)

Trofeo F.P.T. Tapparo
6ª tappa Giro del Veneto e delle Dolomiti (Zanè > Zanè)
- 2004 (Ima Moro Brugnotto-Zottarelli-Spercenigo)

Gran Premio Industrie del Marmo
Coppa Fiera di Mercatale
3ª tappa Volta de Campos (Conceição de Macabu > Nova Friburgo)
4ª tappa Volta de Campos (Nova Friburgo > Niterói de Itabapoana)
Classifica generale Giro della Regione Friuli Venezia Giulia
- 2006 (Liquigas, una vittoria)

6ª tappa Volta Ciclista a Catalunya (Manlleu > Lloret de Mar)
- 2010 (Perutnina Ptuj, tre vittorie)

Vienna-Lassnitzhöhe
5ª tappa Tour de Serbie (Zlatibor > Pale)
Zagreb-Ljubljana
- 2011 (Perutnina Ptuj, una vittoria)

8ª tappa Tour of China (Dujiangyan > Dujiangyan)
- 2012 (Adria Mobil, due vittorie)

Poreč Trophy
Banja Luka-Beograd II
- 2013 (Adria Mobil, cinque vittorie)

Poreč Trophy
1ª tappa Istrian Spring Trophy (Umago > Albona)
Classifica generale Istrian Spring Trophy
Banja Luka-Beograd II
Classic Beograd-Čačak
- 2014 (Adria Mobil, tre vittorie)

Umag Trophy
Gran Premio Industrie del Marmo
Campionati sloveni, Prova in linea
- 2015 (Synergy Baku Cycling Project, una vittoria)

2ª tappa Tour de Bretagne (Sainte-Reine-de-Bretagne > Melrand)
- 2016 (Synergy Baku Cycling Project, sei vittorie)

Poreč Trophy
3ª tappa Istrian Spring Trophy (Pisino > Umago)
3ª tappa Tour d'Azerbaïdjan (Qabala > Qabala)
3ª tappa Tour de Serbie (Priboj > Novi Pazar)
Classifica generale Tour de Serbie
3ª tappa, 2ª semitappa Tour of Szeklerland (Miercurea Ciuc > Miercurea Ciuc)
- 2017 (Amplatz-BMC, sei vittorie)

Poreč Trophy
2ª tappa Istrian Spring Trophy (Orsera > Montona)
Classifica generale Istrian Spring Trophy
3ª tappa Tour d'Azerbaïdjan (Qabala > Qabala)
3ª tappa Okolo Slovenska (Nitra > Trnava)
Grand Prix Kranj

### Altri successi
- 2016 (Synergy Baku Cycling Project)

Classifica a punti Tour of Szeklerland

## Piazzamenti

### Grandi Giri
- Tour de France

2006: 119º
- Vuelta a España

2005: 99º

### Classiche monumento
- Liegi-Bastogne-Liegi

2005: 44º
2008: 37º

### Competizioni mondiali
- Campionati del mondo

Valkenburg 1998 - In linea Juniores: 5º
Plouay 2000 - In linea Under-23: 100º
Lisbona 2001 - In linea Under-23: 17º
Hamilton 2003 - In linea Under-23: 5º
Verona 2004 - In linea Elite: 42º
Madrid 2005 - In linea Elite: 107º
Salisburgo 2006 - In linea Elite: 85º
Stoccarda 2007 - In linea Elite: 22º
Limburgo 2012 - Cronosquadre: 27º
Toscana 2013 - Cronosquadre: 20º
Toscana 2013 - In linea Elite: 27º
Ponferrada 2014 - Cronosquadre: 27º

### Competizioni continentali
- Campionati europei

Plumelec 2016 - In linea Elite: 51º
Herning 2017 - In linea Elite: 114º
Plouay 2020 - In linea Elite: ritirato